# 13332 Бенхофф
13332 Бенхофф (13332 Benkhoff) — астероїд головного поясу, відкритий 17 вересня 1998 року.
Тіссеранів параметр щодо Юпітера — 3,306.